# Ербанов, Михей Николаевич
Михе́й Никола́евич Ерба́нов (26 февраля [10 марта] 1889, улус Большой Боктай, Аларский аймак, Иркутская губерния, по другим сведениям — Забайкальская область, Российская империя — 8 февраля 1938 года, Москва, РСФСР) — советский государственный и партийный деятель, ответственный — первый секретарь Бурят-Монгольского областного комитета ВКП(б) Бурят-Монгольской республики (1928—1937).

## Биография
Родился в бурят-монгольской крестьянской семье.
В 1903 году окончил церковно-приходскую школу. Поступил в 3-хклассное городское училище в городе Балаганск. В 1909 году окончил межевые курсы (по специальности — топограф). В 1913 году в Барнауле познакомился с большевиками.
Член РКП(б) с 1917 года.
В 1917 году входит в состав Бурят-Монгольского Национального революционного комитета. В 1918—1919 годах, в период колчаковщины являлся членом Иркутского подпольного комитета РКП(б), организатором партии, движения в бурят-монгольских районах. Как представитель Иркутского губкома он принял участие в расстреле в Иркутске 7 февраля 1920 года белогвардейских руководителей Сибири адмирала А. В. Колчака и главу его правительства В. Н. Пепеляева.
В 1920—1921 годах входил в состав Иркутского губернского комитета РКП(б) (в 1920 году председатель Бурят-Монгольской секции Иркутского губернского комитета РКП(б)) и являлся заведующим Губземотделом; с 1 ноября по 6 декабря 1921 года председатель ревкома Бурят-Монгольской автономной области. С 1 декабря 1922 года по 1 августа 1923 года — председатель исполнительного комитета Бурят-Монгольской автономной области. 28 сентября 1923 года была создана общественная организация «Бурлёт» (филиал Добролёта) председателем которой стал Ербанов. Организация готовила регулярное воздушное сообщение в Бурят-Монголии (ныне Бурятии).
В мае-декабре 1923 года — председатель Бурят-Монгольского революционного комитета. В 1923—1927 годах — председатель Совета народных комиссаров Бурят-Монгольской АССР, одновременно с 1925 года по 1927 год — председатель ЦИК Бурят-Монгольской АССР. В 1927—1929 годах — на курсах при ЦК ВКП(б).
С декабря 1929 года по октябрь 1937 года — первый секретарь Бурят-Монгольского обкома и член Сибирского крайкома ВКП(б). на этом посту развернул строительство крупных объектов индустрии (ПВЗ, УУАЗ, стеклозавод, мясокомбинат и др.). Он же создал систему подготовки местных кадров рабочего класса, провёл ЛЭП. В короткий срок были ликвидированы безграмотность, а также опасные социальные болезни, которые были бичом населения. В советской прессе тех лет Бурят-Монголия именовалась «форпостом Советской власти на востоке», а её лидер Ербанов — «Орлом Востока». При этом была двукратно реформирована бурятская письменность и проведена насильственная коллективизация в сельском хозяйстве.
Был делегатом 16—17-го съездов ВКП(б), на 17-м съезде избирался членом Центральной ревизионной комиссии ВКП(б) (1934—1937). Избирался членом ВЦИК и членом ЦИК СССР.
Сыграл решающую роль в осуществлении и финансовом обеспечении пеше-лыжного перехода Улан-Удэ — Москва.
27 января 1936 года в Кремле в честь трудящихся БМ АССР с руководителями партии и правительства СССР состоялся торжественный приём. Был руководителем Официальной делегации Бурят-Монгольской АССР в Кремль в феврале 1936 года. Это делегация была единственной из автономий среди делегаций союзных республик, которых в конце 1935-го — начале 1936 года Иосиф Сталин встречал в Кремле в ходе официальных торжественных приемов. До этого Кремль принял Узбекистан, Таджикистан, Туркмению, Казахстан, Азербайджан, Армению, Грузию.

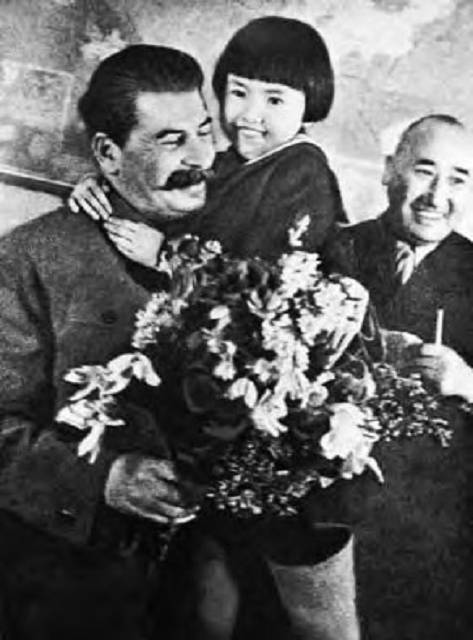
Михей Ербанов (справа) на фотографии, где Сталин держит на руках Гелю Маркизову.

В сентябре 1937 года арестован в Москве как руководитель так называемой «панмонгольской, контрреволюционной, повстанческо-диверсионной, вредительской организации». По этому делу также были арестованы и впоследствии расстреляны в Улан-Удэнской тюрьме Ирилто Дампилон — председатель БурЦИК, Яков Похосоев — нарком земледелия, Дугаржап Донгидон — нарком просвещения, Т. Еланов — нарком местной промышленности, В. Балтуев — нарком торговли, И. Хабаев — нарком юстиции, Б. Базарон — нарком финансов, Д. Буянтуев — председатель Госплана, М. Адамчикова — заведующая отделом обкома партии, М. Пилунов — председатель Буркоопсоюза, Ц. Догдомэ — секретарь Закаменского аймачного (районного) комитета партии, Н. Михайлов — секретарь Хоринского айкома партии, С. Кригель — заведующий отделом культуры Совнаркома, Р. Базарон — директор института культуры и другие, всего 33 человека.
8 февраля 1938 года расстрелян.
В сентябре 1956 года реабилитирован.

## Семья
С 1925 года был женат на Савранне Яковлевне Малахировой.

## Награды и звания
Награждён орденами Ленина (1936) и Красного Знамени (1933).

## Цитаты и документы
Шифртелеграмма М. Н. Ербанова И. В. Сталину о правах тройки. 17.07.1937.
Шифровка № 1288/ш. Совершенно секретно.
Москва ЦК ВКП(б) т. Сталину.
Ваш № 1047/ш. Прошу разъяснения, пользуется ли утверждённая тройка по Бурят-Монголии правами вынесения приговора или будет только проверять списки. Также прошу указания о сроке работы.
Ербанов.
АПРФ. Ф. 3. Оп. 58. Д. 212. Л. 47. Подлинник.
РГАСПИ. Ф. 558. Оп. 11. Д. 56. Л. 138. Подлинник. Шифровка.
Ответ И. В. Сталина М. Н. Ербанову 21.07.1937.
Шифровка № 1077/ш. Совершенно секретно.
Улан-Удэ обком ВКП(б) Ербанову.
По установленной практике тройки выносят приговора, являющиеся окончательными.
Сталин.
АПРФ. Ф. 3. Оп. 58. Д. 212. Л. 46. Заверенная копия.
РГАСПИ. Ф. 558. Оп. 11. Д. 56. Л. 138. Автограф И. В. Сталина на шифровке М. Н. Ербанова.
— Архив Президента РФ

## Награды
- Орден Красного Знамени (2 июля 1933) — за особые заслуги при боевых действиях против врагов советской власти
- Орден Ленина (31 января 1936) — за перевыполнение государственного плана по животноводству и за успехи в области хозяйственного и культурного строительства

## Автор книг
- Бурят-Монголы у великого Сталина. Улан-Удэ, Бурят-Монгольское государственное издательство, 1936. — 77 с.
- Пять лет автономии Бурятии : (краткий очерк) / М. Н. Ербанов. — Верхнеудинск : Буробком ВКП(б), 1926. — 25 с.
- Первый слет ударников-просвещенцев БМАССР (17-20 июня 1934 года) : доклады т.т. Ербанова и Дондубона и др. материалы. — Улан-Удэ : Бурпартиздат, 1934. — 104 с.
- Строительство Красной Бурятии / М. Н. Ербанов. — Верхнеудинск : Издание редакции журнала «Жизнь Бурятии», 1925. — 38 с.
- Вопросы культурно-национального строительства Бурятии (краткий очерк) / М. Н. Ербанов. — Верхнеудинск : Издание Буробкома ВКП(б), 1926. — 52 с.
- Вторая сессия, (6 — 8 сентября 1927 года) : протоколы и резолюции / Бурят-Монгольский Центр. исполн. ком. 3-го созыва. — Верхнеудинск : Издание ЦИК Бурреспублики, 1927. — 56 с.
- Социалистическое строительство Бурят-Монголии : двухмесячный журнал Госплана и Института экономических исследований Б.-М. АССР. (янв.-февр.) — Улан-Удэ : Типография издательства «Б.-М. Правда», 1936. — 78 с.

## Память
- В Улан-Удэ Бурятский аграрный колледж (ранее сельскохозяйственный техникум) носит имя М. Н. Ербанова.
- Бюст М. Н. Ербанова у здания аграрного колледжа внесён в список объектов культурного наследия, как памятник монументального искусства.
- В Улан-Удэ именем Ербанова названа улица (бывшая Читинская), в Иркутске также есть улица имени Ербанова.
- На малой родине (село Бахтай Аларского района) открыт мемориальный дом-музей им. М. Н. Ербанова.